# Heinrich Hellige

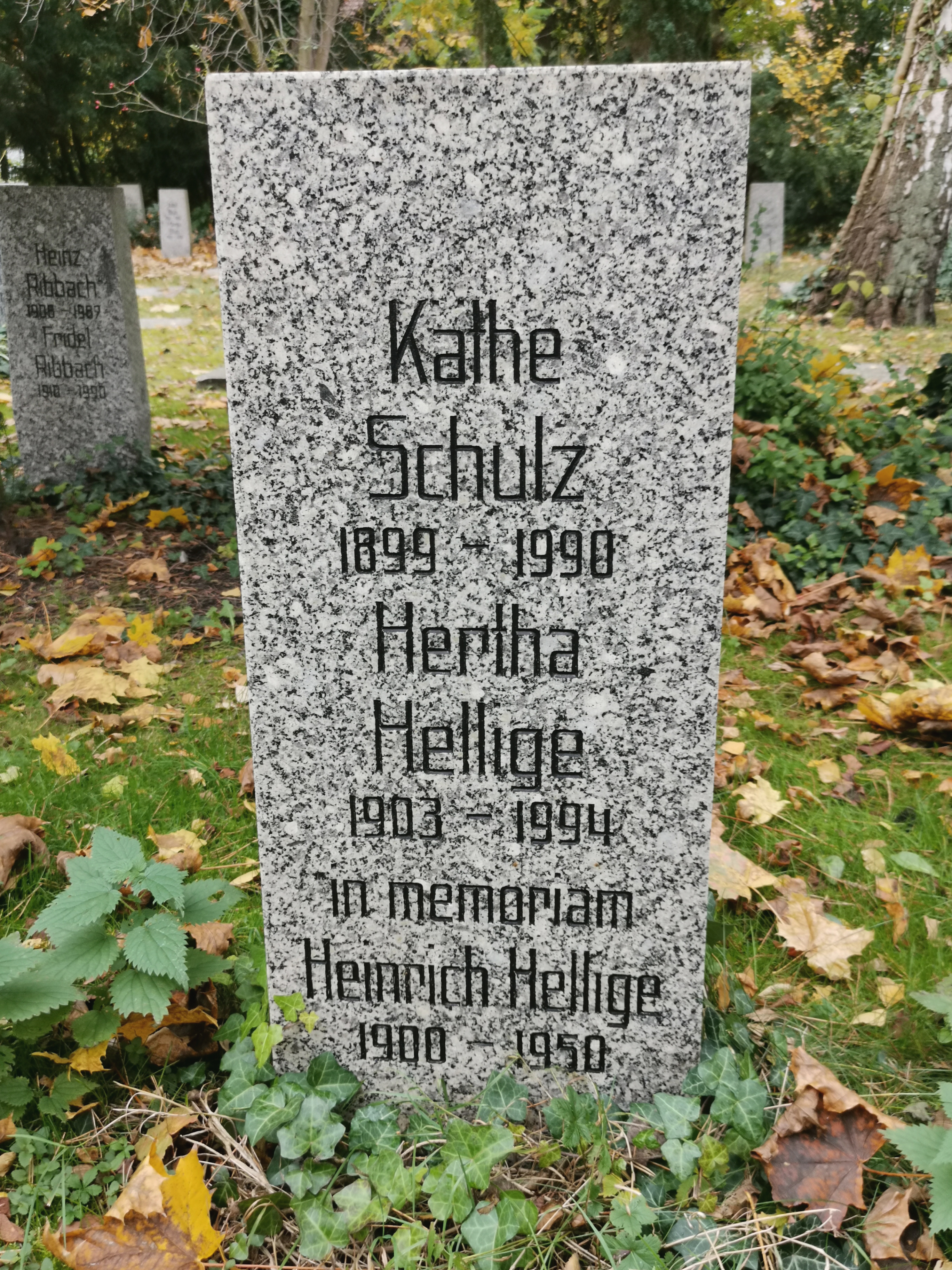
Gedenken am Familiengrab auf dem Friedhof Pankow III, Abt. 36 U

Heinrich Hellige (* 10. Januar 1900 in Osterwieck; † 9. Mai 1950 in Potsdam) war ein deutscher Gewerkschafter, Widerstandskämpfer gegen den Nationalsozialismus und Bankdirektor.

## Leben
Hellige war von Beruf Bankangestellter. Er arbeitete lange Jahre in der Disconto-Gesellschaft und war als Mitglied der Angestelltengewerkschaft Betriebsrat in der Bank. 
Er heiratete 1925 Hertha Schulz. 1926 trat er der SPD bei. Bei der Fusion der Deutschen Bank und der Disconto-Gesellschaft kam er 1928 in die Auslandsabteilung der DeDi-Bank. 1931 trat er zur KPD und zur RGO über. In der DeDi-Bank war er ebenfalls bis 1933 Betriebsrat und wurde dort Spezialist für Devisenwirtschaft.
Nach der „Machtergreifung“ der Nationalsozialisten leitete Hillige eine antifaschistische Zelle in seiner Firma. Er unterstützte Juden und verfolgte NS-Gegner durch unerlaubten Devisenverkauf. Die Helliges wohnten in der Königsbacher Zeile 48 in Berlin-Frohnau. Sie gehörten der illegalen KPD-Gruppe Frohnau-Glienicke an, die seit 1944 über Franz Demuth und Emil Leo mit der Saefkow-Jacob-Bästlein-Organisation verbunden war.
Die Helliges nahmen die von Deportation bedrohte Jüdin Edith Felix bei sich auf. Nach der Festnahme ihres Mannes im Sommer 1944 durch die Gestapo blieb Hertha Hellige mit Gesinnungsgenossen in Verbindung, traf sich unter anderem mit dem illegal lebenden Gerhard Danelius im Haus ihrer Schwester Käthe Schulz. Heinrich Hellige wurde am 29. Juli 1944 vom Sondergericht Stettin wegen Devisenvergehen zu zwei Jahren Zuchthaus verurteilt, die er in Gollnow und Hamburg-Fuhlsbüttel verbüßte. 
Im Januar 1946 wurde er zusammen mit Oscar Heimann von der Provinzialverwaltung der Mark Brandenburg mit der Leitung der Landesgenossenschaftsbank Kurmark eGmbH beauftragt. Im Februar 1946 wurde er zum Vorsitzenden der Landesgenossenschaftsbank gewählt. Zudem war er Mitglied des Aufsichtsrates der Hauptgenossenschaft Kurmark eGmbH und des Verbandsausschusses des Brandenburgischen Raiffeisenverbandes. Im Herbst 1948 wurde er zum Direktor der Landesgenossenschaftsbank Brandenburg ernannt.